# Jane des dragons
Jane des dragons est une série de bande dessinée pour la jeunesse. Écrite par Dieter, dessinée par Boris Guilloteau et coloriée par Delph, elle a fait l'objet de deux albums publiés par Delcourt en 2005 et 2007.
Cette série de fantasy humoristique met en scène les péripéties de Jane, une jeune fille qui se décide à vaincre le dragon qui terrorise son village,.

## Albums
- Jane des Dragons,  Delcourt, coll. « Jeunesse » :

1. Même pas peur !, 2005  (ISBN 2-84789-258-3)[2].
2. Dans les griffes du griffon, 2007  (ISBN 978-2-7560-0211-8)[3].